# Søren Vie Clausen
Søren Vie Clausen (født i 1977) er en dansk fodboldtræner. Han har en A-træneruddannelse og er desuden også uddannet folkeskolelærer. Siden den 24. oktober 2014 har han arbejdet som assistenttræner i Vejle Boldklub. Han blev dog allerede tilknyttet klubben den 1. august 2013, hvor han blev ansat som træner for klubbens U/19 hold. I foråret 2017 var han kortvarigt assistenttræner i FC Roskilde.